# Душан Алексић (новинар)
Душан Алексић (Ниш, 5. август 1988) је српски новинар и професор на Филозофском факултету Универзитета у Нишу.

## Биографија
Завршио је новинарство на Филозофском факултету 2011. године, а 2021. и докторирао. На овом факултету сада ради као предавач доцент на Департману за новинарство и управник је Центра за медијска истраживања при факултету. Студирао је у класи са Даницом Мирић, новинарком РТС-а, а професори су му били Татјана Вулић, Драган Тодоровић, Зоран Јевтовић, Милош Јовановић и Бобан Арсенијевић. Као новинар радио је у Нишкој телевизији, Зони Тв, КЦН Коперникус. Био је номинован за члана Регулаторног тела за електронске медије 2024. године, али је повукао кандидатуру, поново је номинован и 2025. Подржао је скуп подршке нападнутој новинарки Јужних вести Тамари Радовановић. Аутор је више радова о медијима у стручним часописима.